# محمد علي النهدي
محمد علي النهدي (مواليد 11 مايو 1972) هو ممثل ومخرج أفلام تونسي. هو ابن الممثل الأمين النهدي والمغنية سعاد محاسن. محمد علي النهدي خريج المعهد الحر للسينما الفرنسية، في قسم المونتاج السينمائي.

## أعماله

### السينما

#### الإخراج
- 2008 : المشروع (فيلم قصير)[1]
- 2010 : حدث ذات فجر (فيلم قصير)[2]
- 2011 : أخيرًا أعبر عن نفسي (فيلم وثائقي)[3]

#### التمثيل

##### الأفلام الطويلة
- 1997 : الكسوة، الخيط الضائع من إخراج كلثوم بورناز
- 1999 : عرس القمر من إخراج للطيب الوحيشي
- 2001 : فاطمة من إخراج خالد غربال
- 2004 : فيلا من إخراج محمد دمق
- 2009 : تشينسيتشيتا لإبراهيم لطيف
- 2011 : الذهب الأسود من إخراج لجين جاك أنود

##### الأفلام القصيرة
- 1999 : تونس .. ابنة قرن من إخراج الطيب جلولي[4]
- 2006 : فراشة من إخراج أمل شهيد
- 2009 : هوس من إخراج أمين شبوب[5]
- 2010 : حدث ذات فجر

### التلفاز

#### مسلسلات
- 1992 : ولد الناس من إخراج لمنصف ذويب
- 1998 : عشق وحكايات من إخراج لصلاح الدين السيد
- 2000 : سكوب اليوم من إخراج ليليس بكار
- 2005 : عودة المنيار من إخراج للحبيب المسلماني
- 2006 : حكايات العروي من إخراج الحبيب الجمني
- 2008 : بيت صدام من تأليف أليكس هولمز وستيفن بوتشارد وسالي الحسيني
- 2010 : كاستينغ من إخراج سامي الفهري
- 2010 : دار الخلاعة من إخراج أحمد رجب ونبيل بسيدة
- 2011 : نجوم الليل (الموسم الثالث) من إخراج مهدي نصرة
- 2012 : بنت ولد من إخراج سامي المازني
- 2014 - 2015 : ناعورة الهواء من إخراج مديح بلعيد، في دور رضا
- 2017 : بوليس حالة عادية من إخراج لمجدي السميري
- 2019 : القضية 460 من إخراج مجدي السميري
- 2019 : مشاعر من إخراج محمد چوك
- 2024 : فلوجة (الموسم 2) من إخراج سوسن الجمني بدور محسن بن جمعة

#### أفلام تلفزية
- 2003 : اليوم الأخير لبومبي من إخراج بيتر نيكلسون (وثائقي)
- 2007 : تتويج الإنسان من إخراج جاك مالاتير (وثائقي)

### المسرح
- 1998 : يعيشو شكسبير من إخراج محمد ادريس
- 1998 : طيور الجنة للكاتب إلياس بكار
- 2012 : الزمقري (وان مان شو) من إخراج الأمين النهدي
- 2013 : النهدي والنهدي

### فيديوهات
- 2011 : أحب تونس، المكان الذي أعيش فيه من إخراج محمد علي النهدي ومجدي السميري.
- 2013 : ماتضربنيش، حملة توعوية خاصة بنظام الشرطة التونسية.
- 2017 : بيكش (كليب) من إخراج وليد النهدي.

## روابط خارجية
- محمد علي النهدي على موقع IMDb (الإنجليزية)
- محمد علي النهدي على موقع قاعدة بيانات الأفلام العربية
- محمد علي النهدي على موقع ألو سيني (الفرنسية)
- محمد علي النهدي على موقع أول موفي (الإنجليزية)
- محمد علي النهدي على موقع كينوبويسك (الروسية)